# Spodoptera caradrinoides
Spodoptera caradrinoides är en fjärilsart som beskrevs av Walker 1856. Spodoptera caradrinoides ingår i släktet Spodoptera och familjen nattflyn. Inga underarter finns listade i Catalogue of Life.